# كونراد لوديجس
كونراد لوديجس (1738-1826) (بالإنجليزية: Conrad Loddiges)‏ هو عالم نبات ألماني.